# Comitatul Grant, Wisconsin
Comitatul Grant este unul din cele 72 de comitate din statul Wisconsin din Statele Unite ale Americii. Sediul acestuia este localitatea Lancaster. Conform recensământului din anul 2000, numit Census 2000, populația sa a fost 49.597 de locuitori.

## Geografie
Potrivit Biroului Recensământului, comitatul are o suprafață totală de 3.065 km² din care 2.973 km² este uscat și 92 km² (3,1%) este apă.

### Comitate învecinate
- Comitatul Crawford - nord
- Comitatul Richland - nord-est
- Comitatul Iowa - est
- Comitatul Lafayette - est
- Comitatul Jo Daviess - sud-est
- Comitatul Dubuque - sud
- Comitatul Clayton - vest

### Drumuri importante
- Autostrada 18 SUA
- Autostrada 151 SUA
- Autostrada 61 SUA
- Autostrada 35 (Wisconsin)
- Autostrada 11 (Wisconsin)
- Autostrada 80 (Wisconsin)
- Autostrada 81 (Wisconsin)
- Autostrada 133 (Wisconsin)

## Demografie
Evoluția demografică
| 1930   | 1970   | 1980   | 1990   | 2000   |
| ------ | ------ | ------ | ------ | ------ |
| 38.469 | 48.398 | 51.388 | 49.264 | 49.597 |

## Localități

### Orașe, sate și orășele
- Bagley (sat)
- Beeorășel (orășel)
- Bloomington (orășel)
- Bloomington (sat)
- Blue River (sat)
- Boscobel (oraș)
- Cassville (orășel)
- Cassville (sat)
- Castle Rock (orășel)
- Clifton (orășel)
- Cuba oraș (partially) (oraș)
- Dickeyville (sat)
- Ellenboro (orășel)
- Fennimore (oraș)
- Glen Haven (orășel)
- Harrison (orășel)
- Hazel Green (orășel)
- Hazel Green (partially) (sat)
- Hickory Grove (orășel)
- Jamesorășel (orășel)
- Lancaster (oraș)
- Liberty (orășel)
- Lima (orășel)
- Little Grant (orășel)
- Livingston (sat)
- Marion (orășel)
- Millville (orășel)
- Montfort (sat)
- Mount Hope (orășel)
- Mount Hope (sat)
- Mount Ida (orășel)
- Muscoda (orășel)
- Muscoda (sat)
- North Lancaster (orășel)
- Paris (orășel)
- Patch Grove (orășel)
- Patch Grove (sat)
- Platteville (orășel)
- Platteville (oraș)
- Potosi (orășel)
- Potosi (sat)
- Smelser (orășel)
- South Lancaster
- Tennyson (sat)
- Waterloo (orășel)
- Wattersorășel (orășel)
- Wingville (orășel)
- Woodman (orășel)
- Woodman (sat)
- Wyalusing (orășel)

### Comunități fără personalitate juridică
- Bigpatch
- Centerville
- Fair Play
- Glen Haven
- Kieler
- Louisburg
- Mount Ida
- Sinsinawa
- Stitzer

## Demografie
|  | Graficele sunt indisponibile din cauza unor probleme tehnice. Mai multe informații se găsesc la Phabricator și la wiki-ul MediaWiki. |

Date: Wikidata - grafică realizată de Wikipedia